# Dorfkirche Breitenberg

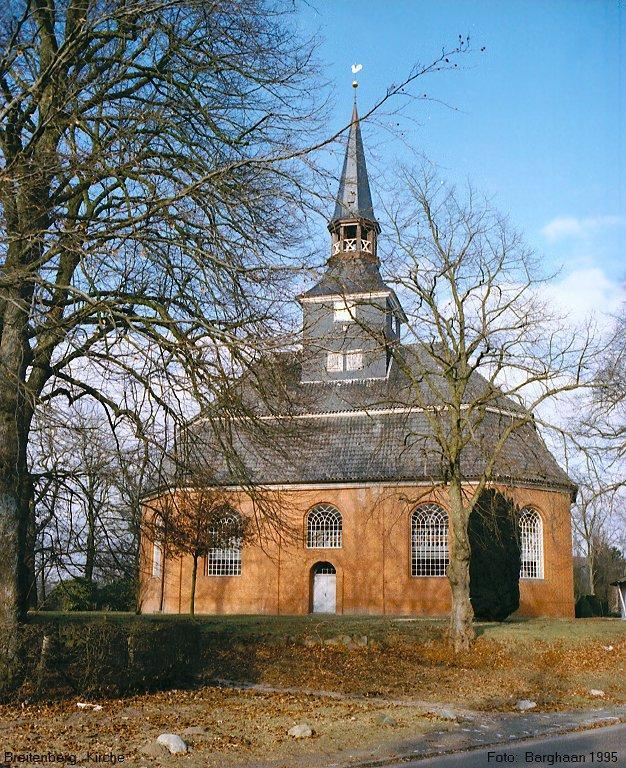
Die Kirche von Süden aus gesehen

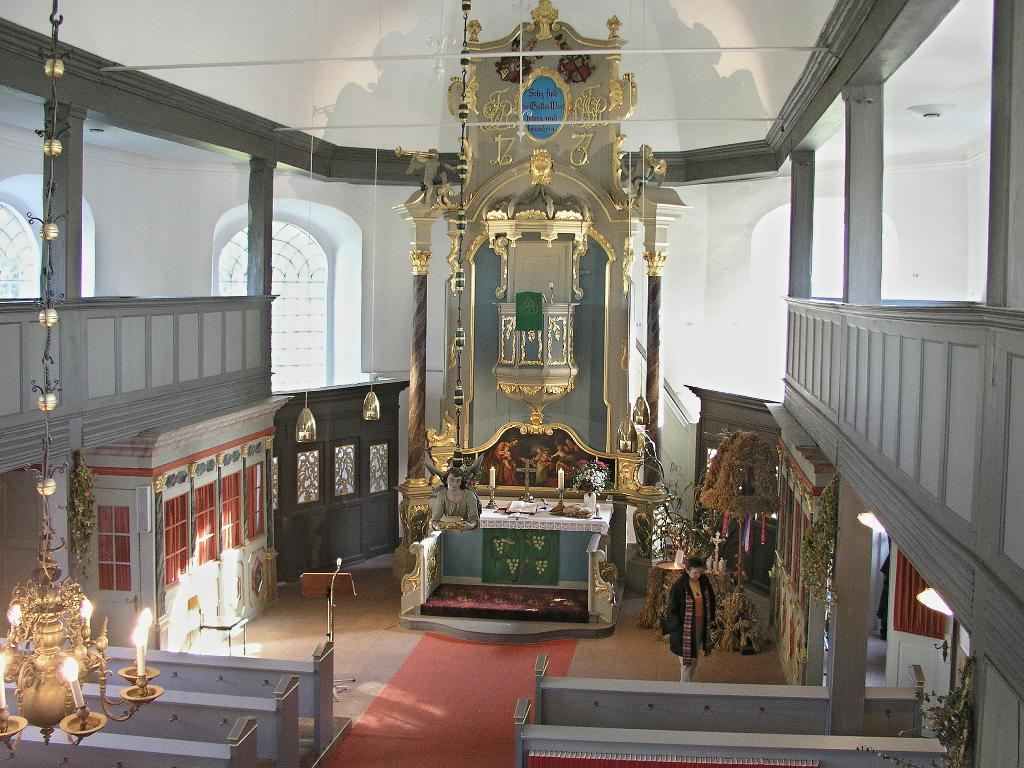
Das Innere Richtung Osten gesehen

Die Breitenberger Kirche ist eine turmlose spätbarocke Saalkirche. Sie liegt etwas erhöht auf einem Dünenrest in dem kleinen Ort Breitenberg (Holstein) in der Störniederung. Zum Kirchspiel Breitenberg gehören die sieben Moordörfer Auufer, Breitenberg, Kronsmoor, Moordiek, Moordorf, Westermoor und Wittenbergen.

## Geschichte
1139 Graf Adolf II schenkt dem Stift Neumünster (später Bordesholm) einen großen Teil des Kirchspiels.
1164 Die Breitenberger Kirche wird erstmals unter dem Namen Ichhorst (Eibengestrüpp) erwähnt.
1521 Eine große Sturmflut richtet erhebliche Schäden an. Die Mittel des Stiftes – das zusätzlich hohen Steuerforderungen nachkommen muss – reichen für einen Wiederaufbau nicht aus.
1526 Die Ländereien des Stiftes werden deshalb an den Feldherrn Ritter Johann Rantzau verkauft, der damit zum Schirmherr der Kirchengemeinde wird.
1581 Das Pfarrhaus in Form eines reetgedeckten Kreuzhallenhauses wird gebaut.
1756 Die Kirche wird durch Blitzschlag so beschädigt, dass sie aufgeben werden muss.
1764–1767 Der Glückstädter Baumeister Wilhelm Bardewiek errichtet die jetzige Kirche. Bardewiek ist Schüler von Ernst Georg Sonnin. Auch die Kirche in Horst (Holstein) gehört zu seinen Werken.
1768 Weihung der neuen Kirche. Zur Feier hat Georg Philipp Telemann die Musik komponiert. Die Handschrift ist noch heute in der Kirche erhalten.
1877 Ein freistehender hölzerner Glockenturm wird errichtet.
1968 Die Kirche wird renoviert. Dabei wird der weiße Verputz durch roten Backstein ersetzt.
1994 Der Dachreiter wird erneuert und mit Kupferblech abgedeckt.

## Bauwerk
Die spätbarocke Backsteinsaalkirche hat die Form eines langgestreckten Achtecks. Das Mansarddach trägt in der Mitte einen quadratischen Dachreiter mit achteckiger Laterne und spitzem Helm. Die Außenwände sind durch Lisenen gegliedert, große Korbbogenfenster in den Seitenwänden beleuchten den Innenraum.
Im Inneren deckt ein Muldengewölbe den Saalraum, Flachdecken befinden sich an den Längsseiten über den Emporen, die U-förmig den Kirchenraum umschließen. Es gibt zwei geschlossene Logen direkt neben dem Altar und zwei weitere unter der Empore. Letztere sind durch Pilaster und Kranzgesims gegliedert.

## Ausstattung

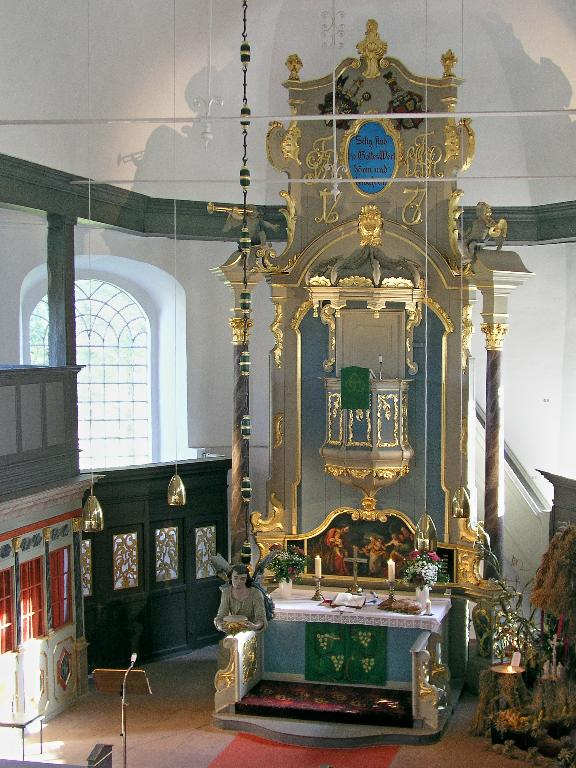
Der Kanzelaltar

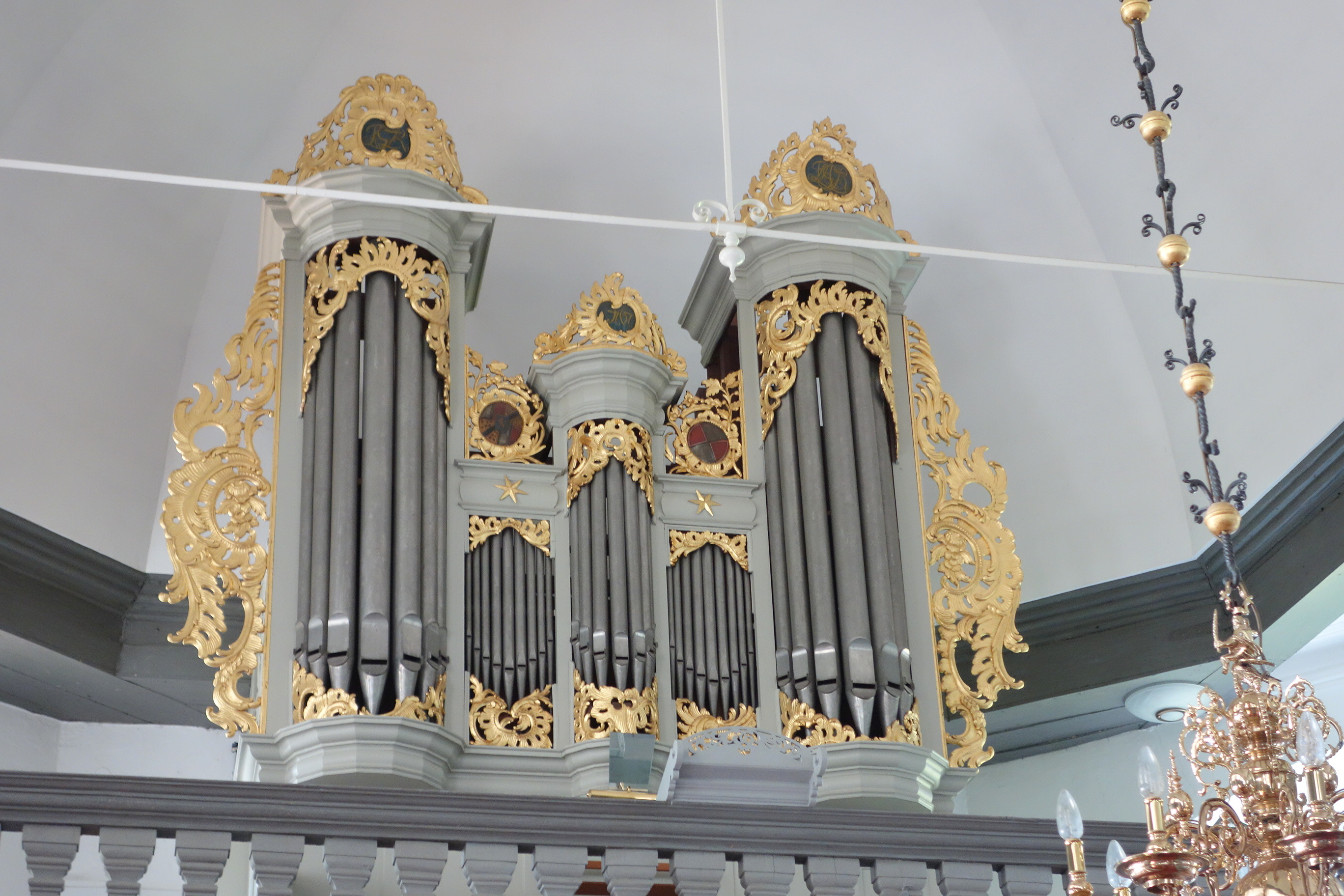
Orgelprospekt mit Schleierwerk

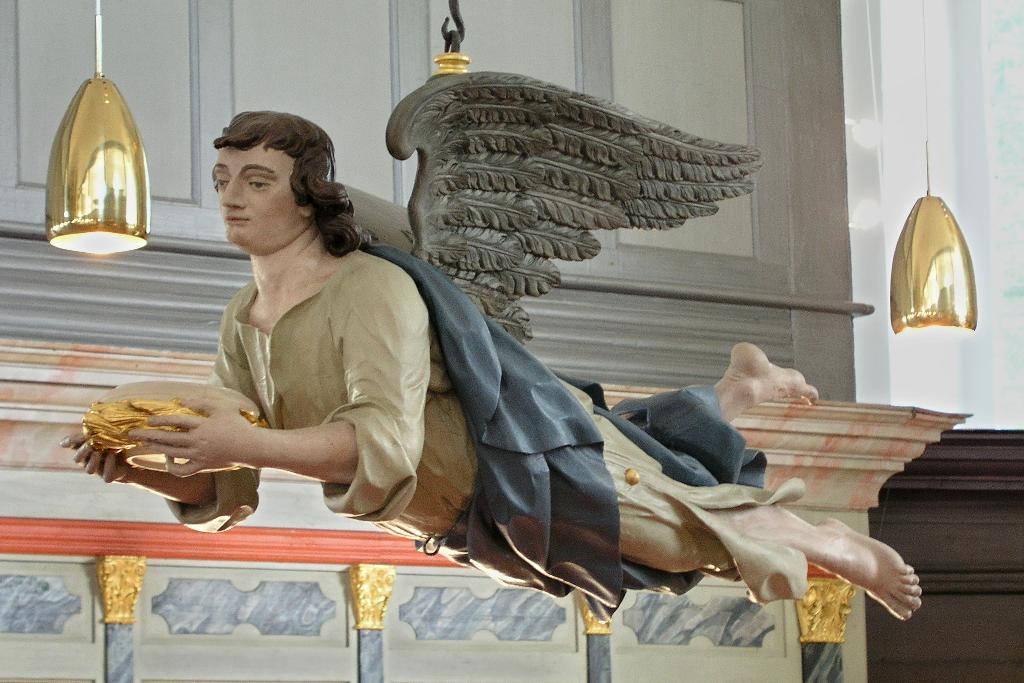
Der Taufengel

### Kanzelaltar
Der spätbarocke Kanzelaltar stammt aus der Bauzeit 1767. Die fünfseitige Kanzel ist durch einen Schalldeckel mit Volutenkrone nach oben abgeschlossen. Rechts und links stehen zwei Säulen, auf denen posauneblasende Putten sitzen. Im Aufsatz über der Kanzel befinden sich zwei Wappen und in einer Kartusche die Inschrift: „Selig sind, die Gottes Wort hören und bewahren“. Außerdem zeigen Initialen das Entstehungsjahr 1767. Das Gemälde unter dem Kanzelkorb stellt Jesus und die Kinder dar. Es wurde 1854 von B. Ross in Öl auf Leinwand gemalt. Zum Altar gehören zwei Abendmahlsbänke mit geschnitzter Volutenwange.

### Orgel
Die pneumatische Orgel stammt vom Orgelbaumeister Wilhelm Sauer aus Frankfurt (Oder). Sie wurde im Jahr 1900 als opus 832 gebaut. Einbezogen wurde der spätbarocke Prospekt von Johann Hinrich Mittelheuser aus dem Jahr 1767. 1998 wurde die Orgel restauriert. Das Kegelladen-Instrument aus der Zeit der Romantik ist noch im Original erhalten und verfügt über 14 Register, die sich auf zwei Manuale und Pedal verteilen. Die Spiel- und Registertrakturen sind mechanisch.
| I Hauptwerk C–g3 |                  |        |
| 1.               | Bordun           | 16′    |
| 2.               | Prinzipal        | 08′    |
| 3.               | Flute            | 08′    |
| 4.               | Gemshorn         | 08′    |
| 5.               | Oktave           | 04′    |
| 6.               | Cornett III-IV 0 | 02 ⁄3′ |

| II Schwellwerk C–g3 |                 |     |
| 7.                  | Geigenprinzipal | 08′ |
| 8.                  | Gedackt         | 08′ |
| 9.                  | Aeoline         | 08′ |
| 10.                 | Voix Céleste    | 08′ |
| 11.                 | Flauto Dolce    | 04′ |

| Pedal C–f1 |         |     |
| 12.        | Subbass | 16′ |
| 13.        | Violon  | 16′ |
| 14.        | Oktave  | 08′ |

- Koppeln: II/I, I/P, II/P.

### Taufengel
Der bemalte hölzerne Taufengel schwebt vor dem Altar. Die 1,40 m lange Figur stammt aus dem 18. Jahrhundert. In der Hand hält er eine ovale Taufschale aus Alabaster mit Messingkranz.

### Kronleuchter
Der Kronleuchter aus Messing von 1695 hat acht Lichtarme. Er zeigt den auf einem Adler reitenden Jupiter.